# Издательство Г. Л. Кузьмина и С. Д. Долинского

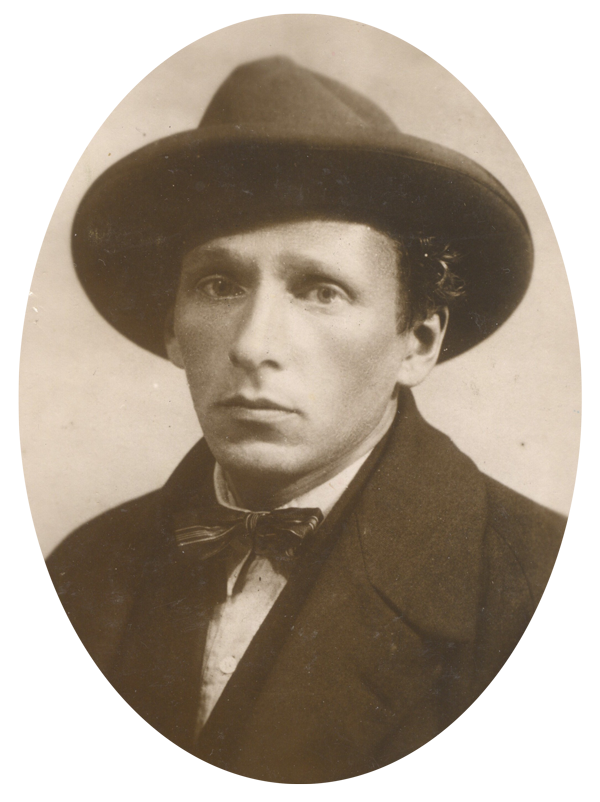
Портрет Георгия Кузьмина

Издательство Г. Л. Кузьмина и С. Д. Долинского — московское издательство, основанное в 1912 году авиатором и фотографом Георгием Кузьминым, братом Леонида Кузьмина и музыкантом Сергеем Долинским. Первой книгой, изданной Георгием Кузьминым, стал сборник группы футуристов «Пощёчина общественному вкусу».
В сборнике были опубликованы стихи поэтов-футуристов — Велимира Хлебникова, Владимира Маяковского (дебют), Давида Бурлюка, Алексея Кручёных, Бенедикта Лившица. Алексей Крученых в своей книге «Наш выход: к истории русского футуризма» вспоминает:

Я снял летом 1912 г. вместе с Маяковским дачу в Соломенной сторожке, возле Петровско-Разумовского. Тут же, поблизости, через 1-2 дома, жили авиатор Г. Кузьмин и музыкант С. Долинский. Воспользовавшись тем, что оба они были искренно заинтересованы новым искусством и к нам относились очень хорошо, Маяковский стал уговаривать их издать наше «детище» — «Пощёчину». Книга была уже готова, но «бубнововалетчики» нас предали. А Кузьмин, лётчик, передовой человек, заявил:
— Рискну. Ставлю на вас в ординаре!
Все мы радовались.
— Ура! Авиация победила!
Действительно, издатель выиграл — «Пощёчина» быстро разошлась и уже в 1913 г. продавалась как редкость.

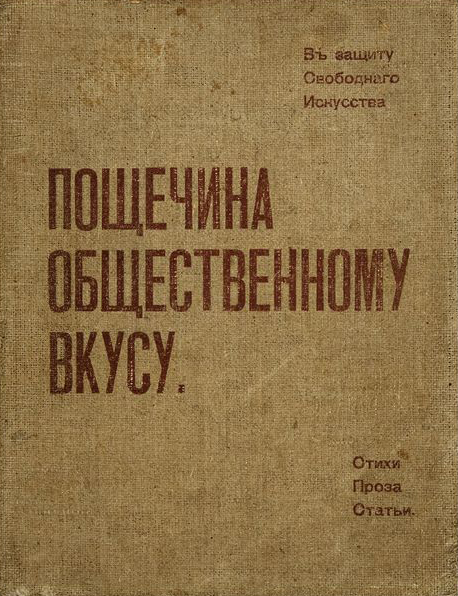
Обложка сборника

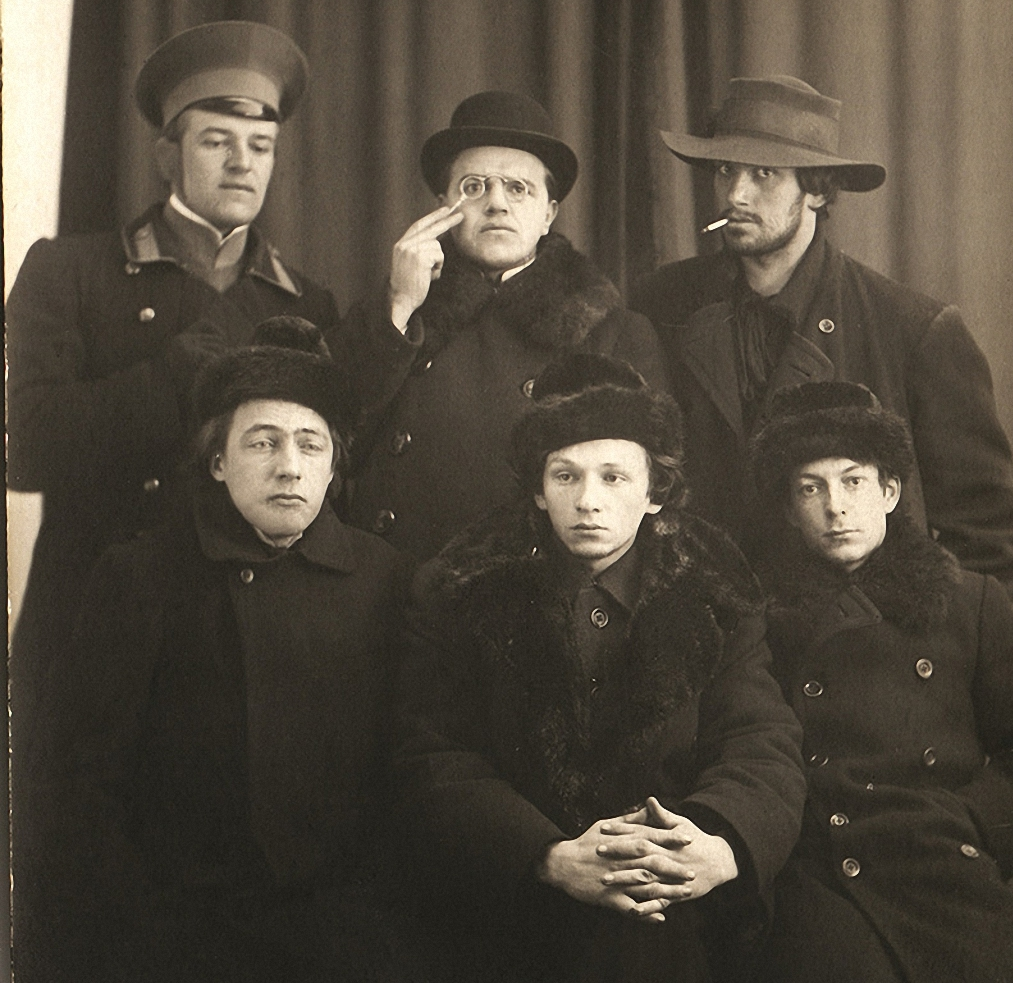
Фото для манифеста к «Пощечине общественному вкусу» Сидят: В. В. Хлебников, Г. Л. Кузьмин, С. Д. Долинский Стоят: Н. Д. Бурлюк, Д. Д. Бурлюк, В. В. Маяковский

Накануне выхода книги был издан известный футуристический манифест. На сопровождавшей манифест фотографии Георгий Кузьмин и Сергей Долинский занимают места в первом ряду.
Позже в 1917 году Георгий Кузьмин войдет в «Общество председателей земного шара» Велимира Хлебникова. С издания «Пощечины» началось сотрудничество братьев Кузьминых и С. Долинского с футуристами, в частности, с издательством Алексея Крученых «ЕУЫ», и продолжалось вплоть до 1914. Книги печатались небольшими тиражами (300—480 экземпляров) в литографских заведениях Москвы и Петербурга. Основными «клиентами» издательства были сами футуристы, входившие в группу Гилея. Свои литографированные книжки «гилейцы» называли «самописьма» (по выражению Велимира Хлебникова). Художники рисовали не только иллюстрации, но и шрифты. Футуристическая «антикнига» разрушала эстетические шаблоны и стереотипы восприятия дешёвой бумагой, картонными обложками, небрежной брошюровкой.
Среди наиболее известных изданий издательства Г. Л. Кузьмина и С. Д. Долинского можно также назвать литографированный коллективный сборник русских футуристов «Мирсконца» с иллюстрациями Гончаровой, Ларионова, Татлина и произведениями Алексея Кручёных и Велимира Хлебникова, антологию «Требник троих», сборник «Помада». Издательство выпустило и первый сборник стихов Владимира Маяковского «Я».